# プチ・ラルース

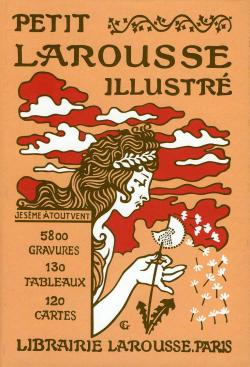
プチ・ラルース1905年版 ISBN 2-03-530849-6

プチ・ラルース Le Petit Larousseはフランス語の辞書・事典で、1905年に初版が、2005年には100周年記念版が発行された。スペイン語版も存在する。この本は普通名詞を解説した仏仏辞書と固有名詞を扱う百科事典の2部構成になっている。
ラルース版の名づけ親でラルース社の名を不滅にしたピエール・ラルースのモットーは、"Je sème à tout vent"（あらゆるトレンドの種をまく）だった。ウジェーヌ・グラッセの作によるセイヨウタンポポの種を吹き飛ばす女をあしらったプチ・ラルースの装丁画はこのモットーを象徴している。
プチ・ラルース出版100周年にあたりその歴史を記した Jean Pruvost 著 La dent-de-lion, la semeuse et le Petit Larousse が刊行された。プチ･ラルース2007年版（2006年発行）は150,000項目と5,000点のイラストを掲載している。
以下の仕様がある。
- Compact
- Coffret Noël
- Grand Format
- Grand Format Coffret Noël
- Collection Multimedia
- CD-ROM Edition Prestige

## 参照項目
- プチ・ロベール